# Parignargues
Parignargues is een gemeente in het Franse departement Gard (regio Occitanie) en telt 567 inwoners (1999). De plaats maakt deel uit van het arrondissement Nîmes.

## Geografie
De oppervlakte van Parignargues bedraagt 11,0 km², de bevolkingsdichtheid is 51,5 inwoners per km².

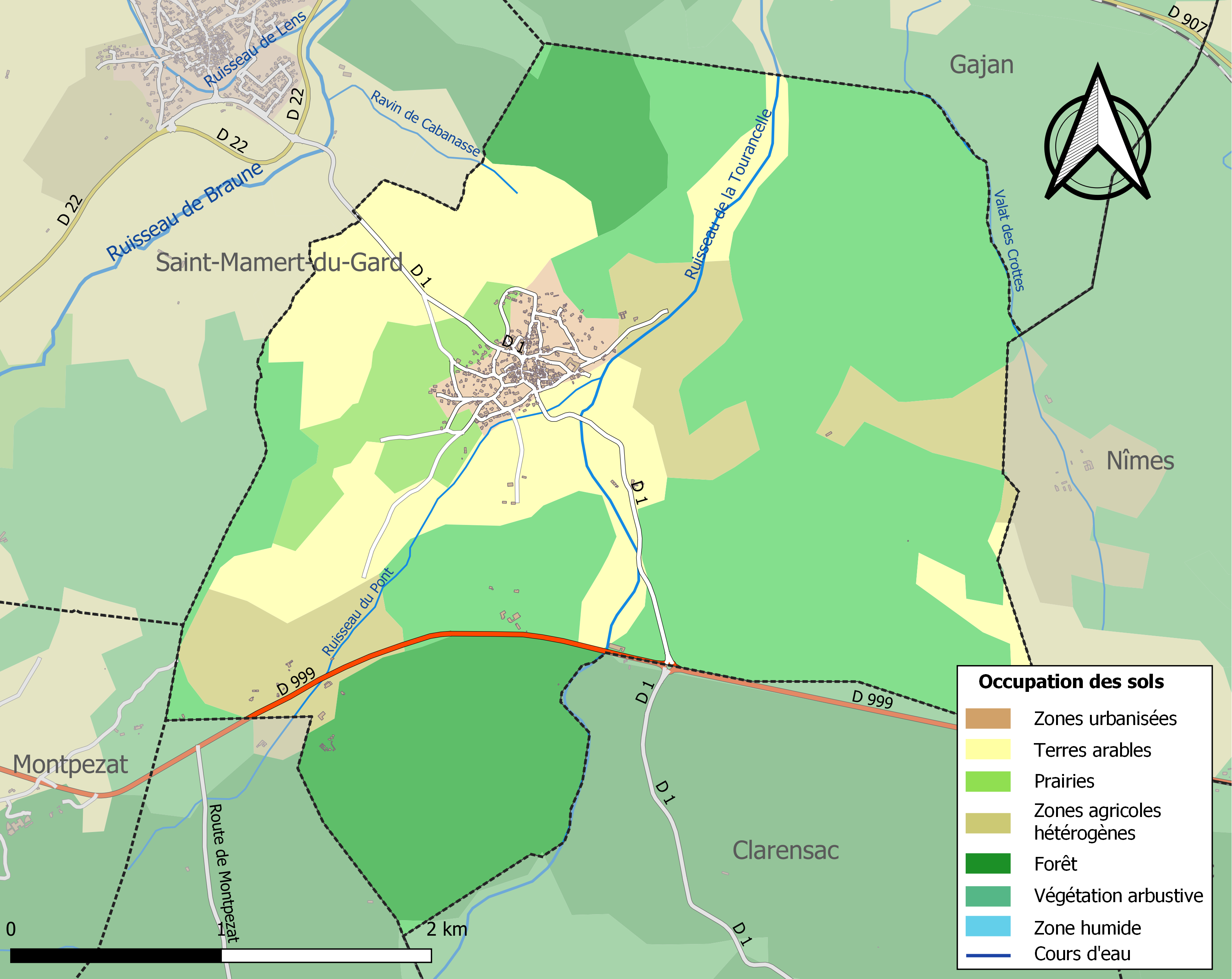
Kaart van de gemeente met de belangrijkste infrastructuur, bodemgebruik en omliggende gemeenten

## Demografie
Onderstaande figuur toont het verloop van het inwonertal (bron: INSEE-tellingen).